# Ca' Favretto
La Ca' Favretto o palacio Bragadin Favretto es un edificio histórico italiano situado en el sestiere Santa Croce, junto al Gran Canal de Venecia, junto a Ca' Corner della Regina.

## Historia
Se trata de uno de los numerosos edificios de la familia Brigadin. Este, gótico del siglo XIV. El nombre actual de la casa se debe al pintor Giacomo Favretto que residió en el edificio durante el siglo XIX. En su fachada principal destaca el ventanal de cuatro aberturas con balaustre.